# Stanis Dessy

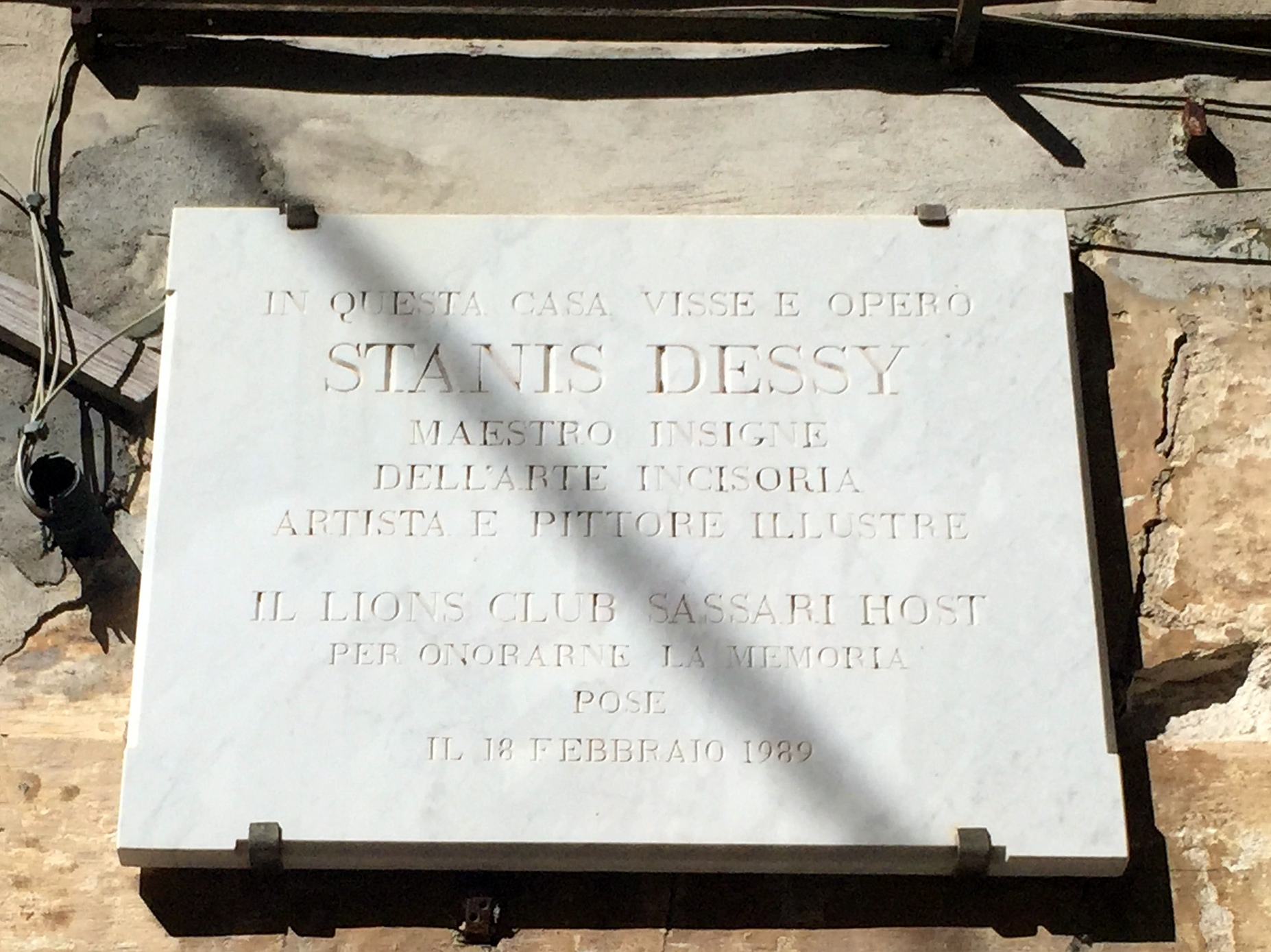
Targa nel palazzo dove visse e operò Stanis Dessy

Stanis Dessy (Arzana, 24 agosto 1900 – Sassari, 21 ottobre 1986) è stato un pittore, incisore e scultore italiano.

## Biografia
Nasce nel piccolo paese ogliastrino di  Arzana nel 1900. Tra il 1906 al 1916 si trasferisce a Cagliari, dove studia gli studi classici.
Dal 1917 al 1921 è a Roma con una borsa di studio per studiarvi arte, dedicandosi in particolare al disegno e all'acquerello. 

Conosce in questa fase gli artisti legati alla rivista Valori plastici, ed incontra i futuristi Filippo Tommaso Marinetti e Giacomo Balla.
Tornato a Cagliari nel 1921 frequenta l'ambiente artistico sardo, in particolare lo scultore Francesco Ciusa ed i pittori Filippo Figari e Felice Melis Marini. Nel 1923 espone una scultura alla  Quadriennale di Torino e collabora con illustrazioni alla rivista Il Nuraghe. L'anno successivo realizza scenografie per la  Compagnia Stabile Sarda di teatro, diretta da Anton Giulio Bragaglia. Nel 1925 espone alla Biennale di Roma; nello stesso anno inizia a dedicarsi all'acquaforte, sotto la guida di Melis Marini.
Nel 1926 si trasferisce per ragioni sentimentali a Sassari, dove entra in contatto con il critico Silvio Prunas de Quesada, che gli permette di studiare la sua vasta collezione di pittori fiamminghi e tedeschi del Quattrocento e del Cinquecento, fra i quali Albrecht Dürer, del quale Dessy mostra qualche influenza nella xilografia.
Frequenta Eugenio Tavolara, Paglietti e Mario Delitala. Esegue un ciclo di dipinti per il palazzo delle Ferrovie di Cagliari.
Nel 1928 partecipa alla I Biennale d'Arte Sarda; nel 1930 si presenta alla II Mostra Internazionale d'Incisione di Chicago e alla Biennale di Venezia. 

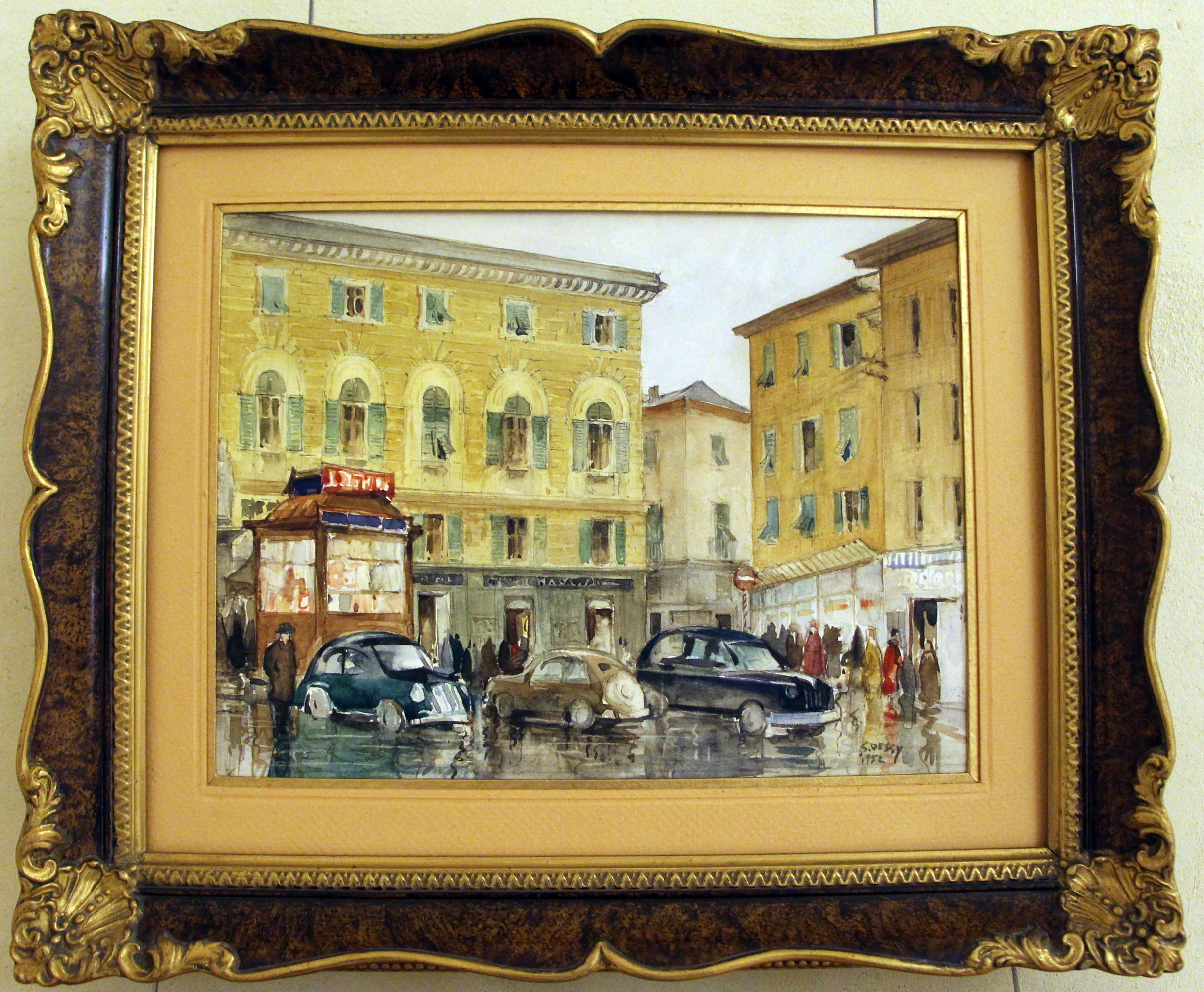
Piazza Atzuni, 1952
Pinacoteca nazionale di Sassari

Inizia a collaborare con la rivista L'Eroica di Cozzani.
Nel 1934 lavora nella cattedrale di Alghero e per la chiesa di Orani. L'anno successivo, ex aequo con Delitala, vince il premio per la xilografia nei Concorsi della regina e inizia ad insegnare nell'Istituto d'arte di Sassari.
Nel 1949 lavora alla decorazione della Chiesa del Cimitero di Sassari. Nel 1951 partecipa come incisore alla Biennale di Venezia; nel 1964 espone una propria personale a Torino (Palazzo Chiablese) nell'ambito della Rassegna di xilografia sarda e piemontese.
Dal 1966 è critico d'arte per La Nuova Sardegna. 
Muore a Sassari nel 1986, e nella via Largo Cavalloti è appesa una targa in suo onore, nell'abitazione dove spirò, datata 1989.
Una sua opera è parte della Collezione della Galleria comunale d'arte di Cagliari.